# Fotovoltaický park Scornicești
Fotovoltaický park Scornicești je velký tenkovrstvý fotovoltaický energetický systém, který je postaven na pozemku o rozloze 5 ha (12 akrů) poblíž města Scornicești v Rumunsku. Jedná se o fotovoltaické dílo s výkonem 1 MW, využívající 4 176 240 Wp panelů nejmodernější technologie tenkých vrstev. Fotovoltaický park vyrábí 1 300 MWh elektřiny ročně. Stavba byla zahájena v září 2011 a dokončena v prosinci téhož roku.
Elektrárna se nachází v župě Olt v jižním Rumunsku. Investiční náklady na fotovoltaický park ve městě Scornicești činily přibližně 3 miliony eur.